# Tobias Asser
Tobias Michael Carel Asser (ur. 28 kwietnia 1838 w Amsterdamie, zm. 29 lipca 1913 w Hadze) – holenderski prawnik, dyplomata, laureat Pokojowej Nagrody Nobla za rok 1911.
W latach 1862–1893 był profesorem prawa handlowego i prawa międzynarodowego prywatnego uniwersytetu w Amsterdamie. W 1869 współtworzył pismo „Przegląd Prawa Międzynarodowego i Porównawczego” (Revue de Droit International et de Legislation Comparee). W 1873 był jednym z twórców Instytutu Prawa Międzynarodowego. Od 1880 był członkiem Królewskiej Holenderskiej Akademii Sztuk i Nauk. W 1891 nakłonił rząd holenderski do zwołania Konferencji w Sprawie Ujednolicenia Prawa Międzynarodowego Prywatnego w Hadze; konferencja obradowała w 1893 i przekształciła się w stały organ, pracując m.in. nad traktatami haskimi dotyczącymi prawa rodzinnego (1902–1905). W latach 1911–1912 Asser kierował konferencjami ds. ujednolicenia międzynarodowego prawa handlowego.
W 1911 został wyróżniony Pokojową Nagrodą Nobla (razem z austriackim pacyfistą Alfredem Friedem) za aktywny udział w tworzeniu Stałego Trybunału Arbitrażowego podczas I haskiej konferencji pokojowej w 1899. Asser był również delegatem Holandii na II konferencję w Hadze w 1907. Od 1893 był członkiem holenderskiej Rady Państwa.